# A Magyar Filmakadémia különdíja
A Magyar Filmakadémia különdíja elismerés a 2014-ben alapított Magyar Filmdíjak alkalmi díja, melyet Filmakadémia elnöke adományozhat.
A díjra nincs külön jelölés, arra minden alkotás számításba jöhet, független attól, hogy nevezték-e a filmhétre, illetve a filmdíjra.

## Díjazottak
| Év   | A film címe       | Rendező            | Producer                 |
| ---- | ----------------- | ------------------ | ------------------------ |
| 2016 | Saul fia          | Nemes Jeles László | Sipos Gábor, Rajna Gábor |
| 2017 | Nem osztották ki. | Nem osztották ki.  | Nem osztották ki.        |
| 2018 | Nem osztották ki. | Nem osztották ki.  | Nem osztották ki.        |
| 2019 | Nem osztották ki. | Nem osztották ki.  | Nem osztották ki.        |
| 2020 | Nem osztották ki. | Nem osztották ki.  | Nem osztották ki.        |
| 2021 | Nem osztották ki. | Nem osztották ki.  | Nem osztották ki.        |
| 2022 | Nem osztották ki. | Nem osztották ki.  | Nem osztották ki.        |
| 2023 | Nem osztották ki. | Nem osztották ki.  | Nem osztották ki.        |
| 2024 | Nem osztották ki. | Nem osztották ki.  | Nem osztották ki.        |